# Gelbe Taglilie
Die Gelbe Taglilie (Hemerocallis lilioasphodelus) ist eine Pflanzenart aus der Gattung der Taglilien (Hemerocallis) innerhalb der Familie der Grasbaumgewächse (Xanthorrhoeaceae). Sie stammt ursprünglich aus Ostasien und ist in Europa sowie Nordamerika ein Neophyt. Sie wird vielseitig genutzt.

## Beschreibung

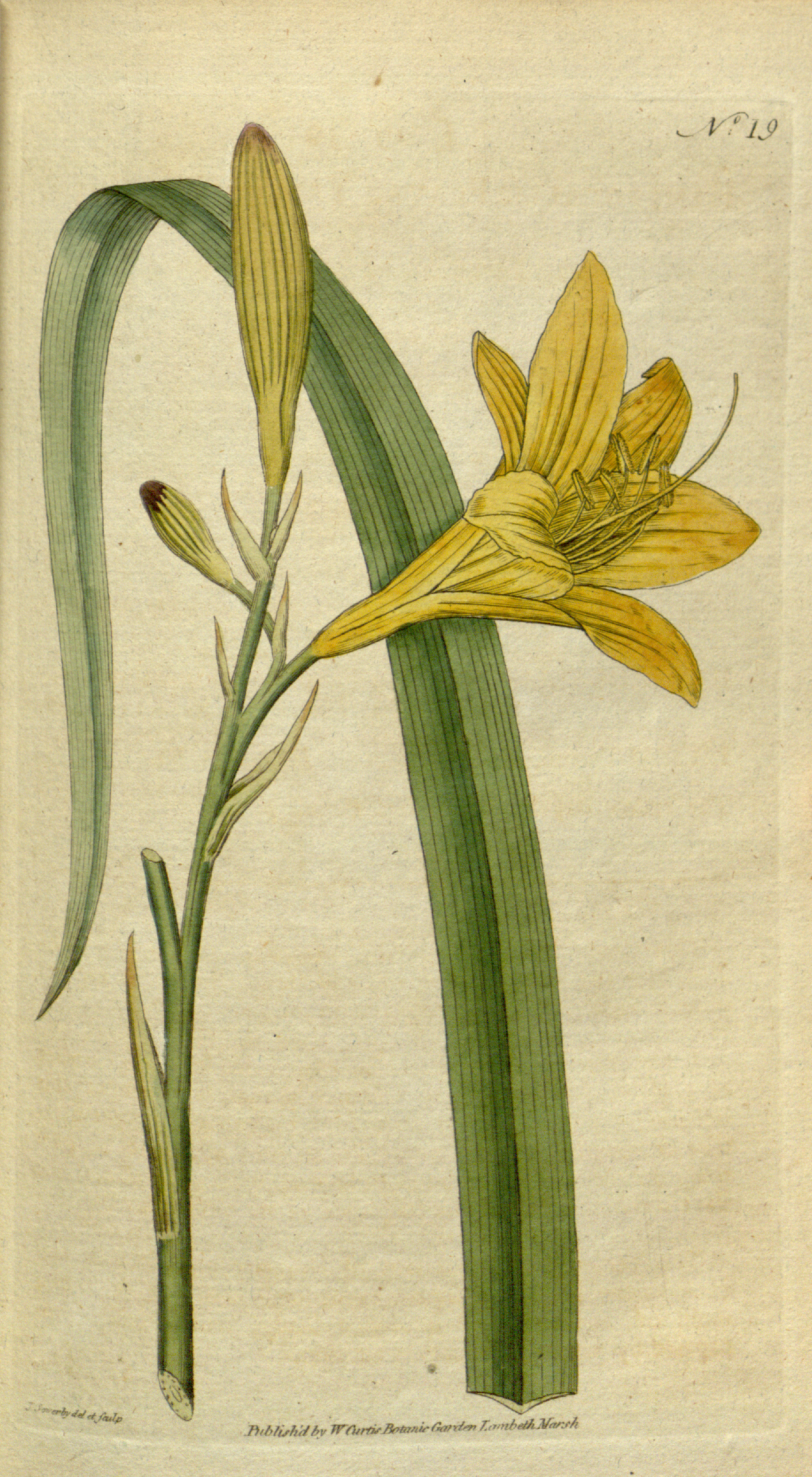
Illustration in William Curtis: The Botanical Magazine, Volume 1, 1787, Tafel 19.

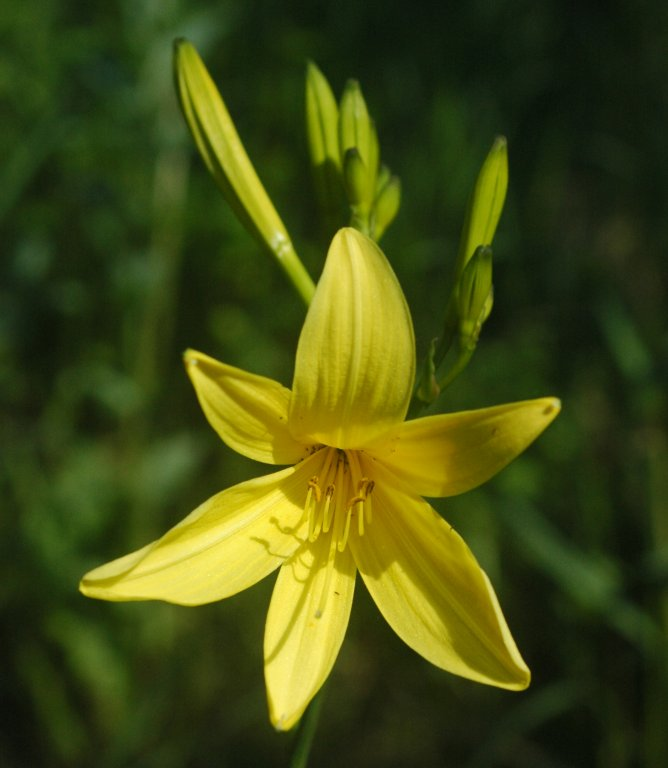
Blüte von vorne, dabei sind die nach oben gebogenen Staubfäden erkennbar.

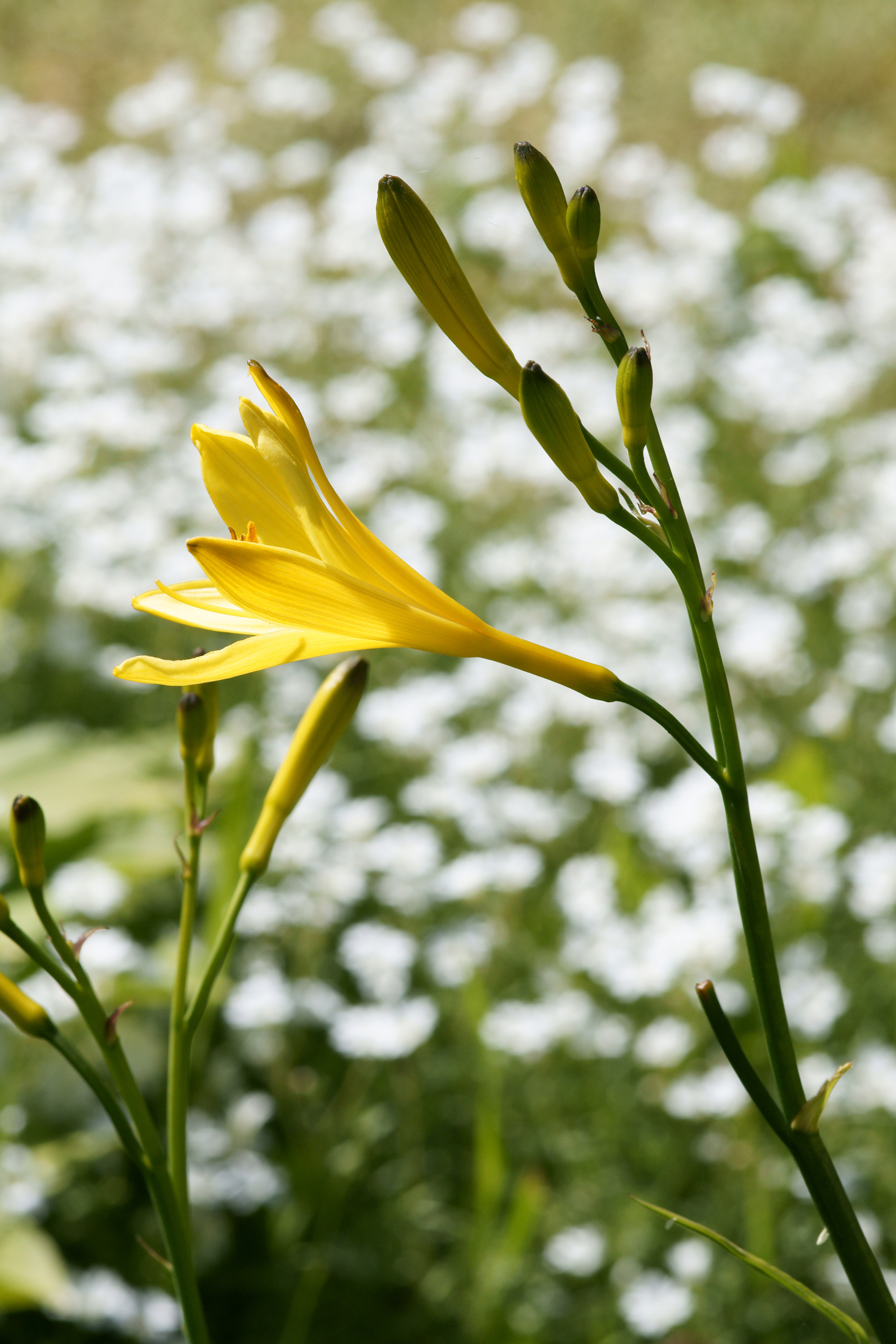
Blütenstand mit Blüte von der Seite, dabei ist die Blütenröhre erkennbar.

### Vegetative Merkmale
Bei der Gelben Taglilie handelt es sich um eine sommergrüne, ausdauernde krautige Pflanze, die Wuchshöhen von 50 bis 100 (meist 70 bis 80) Zentimeter erreicht. Als Überdauerungsorgane bildet sie kurze Rhizome. Ihre faserigen Wurzeln sind etwas fleischig oder strickartig und manchmal knollig verdickt.
Viele Laubblätter sind grundständig und zweizeilig angeordnet. Die einfachen, parallelnervigen, dunkelgrünen Blattspreiten sind bei einer Länge von selten 20 bis, meist 50 bis 70 Zentimeter und einer Breite von 0,3 bis, meist 0,8 bis 1,5 Zentimeter linealisch mit zugespitztem oberen Ende; sie ist gekielt.

### Generative Merkmale
In China liegt die Blütezeit zwischen Juni und August. Der mehr oder weniger aufrechte, unbeblätterte, stielrunde, kahle Blütenstandsschaft ist erst im oberen Bereich verzweigt und etwas kürzer oder länger als die Laubblätter. Im zusammengesetzten Blütenstand befinden sich zwei zymöse Teilblütenstände, die jeweils zwei bis vier, selten fünf Blüten enthalten; also insgesamt gibt es acht bis zwölf Blüten im Gesamtblütenstand. Es sind manchmal einige Tragblätter vorhanden. Die Deckblätter sind bei einer Länge von 2 bis 6 (max. 8) Zentimeter und einer Breite von 5 bis 7 Millimeter lanzettlich. Die Blütenstiele sind bei einer Länge von 1 bis 2 Zentimeter relativ kurz.
Die zwittrige Blüte ist leicht zygomorph und dreizählig. Die stark süßlich zitronenartig, duftenden Blüten öffnen sich am Nachmittag, bleiben über Nacht offen und verwelken nach ein bis drei Tagen. Die sechs Blütenhüllblätter sind zu einer 1,5 bis 2,5 Zentimeter langen zylindrischen Röhre verwachsen. Alle Blütenhüllblätter sind gleichfarbig hell bis leuchtend zitronen-gelb und es sind parallele Adern erkennbar. In der Blütenknospe ist der obere Bereich der Blütenhüllblätter purpurfarben bis grün. Während der Anthese sind die Blütenhüllblätter ausgebreitet mit glatten Rand. Die äußeren drei Blütenhüllblätter sind 5 bis 7 Zentimeter lang und 1 bis 1,6 Zentimeter breit. Die inneren Blütenhüllblätter sind 5 bis 7,5 Zentimeter lang und 1 bis 2 Zentimeter breit. Also sind die inneren Blütenhüllblätter etwas breiter als die äußeren. Es sind sechs Staubblätter vorhanden. Die freien, dünnen kahlen Staubfäden sind 3 bis 5,5 Zentimeter lang und nach oben gebogen. Die Staubbeutel sind je nach Autor 2 bis 3 oder etwa 8 Millimeter lang und gelb oder manchmal ist ihre Oberseite purpurschwarz. Drei Fruchtblätter sind zu einem dreikammerigen, oberständigen, grünen Fruchtknoten verwachsen. Der weiße bis gelbe Griffel ist 7 bis 8 Zentimeter lang.
Der Fruchtstiel ist 2 bis 4 Millimeter lang. Die Kapselfrucht ist bei einer Höhe von selten 2 bis meist 3 bis 4 Zentimeter und einem Durchmesser von selten 1 bis, meist 1,5 bis 2 Zentimeter länglich-elliptisch. In der dreifächerigen Kapselfrucht stehen in jedem Fruchtfach die Samen in zwei Reihen. Die glänzend schwarzen Samen sind bei einer Größe von 3 bis 5 Millimeter rund oder durch die Enge in der Fruchtkammer kantig.
Die Chromosomenzahl beträgt 2n = 22; sie ist diploid.

## Vorkommen
Das Verbreitungsgebiet von Hemerocallis lilioasphodelus sind die gemäßigten Gebiete des östlichen Asiens. Natürliche Vorkommen gibt es in Sibirien, Russlands Fernen Osten, Japan, Korea, in der Mongolei und in den chinesischen Provinzen Gansu, Hebei, Heilongjiang, Henan, Jiangsu, Jiangxi, Jilin, Liaoning, Shaanxi, Shandong sowie Shanxi.
Schon früh ist die Gelbe Taglilie nach Europa eingeführt worden und dort verwildert und gilt als eingebürgerter Neophyt. Später wurde sie auch in Nordamerika zu einem sporadischen Neophyten.
In Europa gibt es mehrere kleine Gebiete mit Beständen der Gelben Taglilie. Sie kommt innerhalb Europas im nordöstlichen Italien, Ungarn, in Österreich, Deutschland, Dänemark, Schweden, Estland, Belgien, Frankreich, Portugal, Spanien, Tschechien, Rumänien, Albanien, in der Ukraine, Slowakei und im Vereinigten Königreich vor.
Im Burgenland befindet sich im Naturschutzgebiet Luka Großmürbisch nordwestlich von Großmürbisch in einem kleinen Tal des Reinersdorfer Baches der bedeutendste Bestand Österreichs. Ebenfalls im Burgenland ist ein Bestand im Naturschutzgebiet Jabinger Friedhofswiesen im Pinkatal bei Jabing. Das Natura 2000 Gebiet Guntschacher Au an der Drau in Kärnten beherbergt Hemerocallis lilioasphodelus. Im Natura 2000 Gebiet Lafnitztal – Neudauer Teiche gibt es ein Vorkommen in der Steiermark und im Burgenland. In Schwaben befindet sich bei St. Stephan, einem Ortsteil von Rehling, im Norden von Augsburg das Taglilienfeld bei Rehling.

## Taxonomie
Die Erstveröffentlichung von Hemerocallis lilioasphodelus erfolgte 1753 durch Carl von Linné in Species Plantarum, Band 1, S. 324, dort „Lilio Asphodelus“ geschrieben. Der Gattungsname Hemerocallis leitet sich aus den griechischen Wörtern ἡμέρᾶ hemera für „Tag“ und κάλλος kallos „Schönheit“ ab. Dieser bezieht sich auf die kurze Lebensdauer der einzelnen, schönen Blüte. Das Artepitheton lilioasphodelus leitet sich von lilium und asphodelus ab, da sie diesen beiden Pflanzentaxa ähnlich sieht. Synonyme für Hemerocallis lilioasphodelus L. sind: Hemerocallis flava (L.) L., Hemerocallis lilioasphodelus var. flavus L., Hemerocallis lilioasphodelus var. major hort., Hemerocallis lutea Gaertn.

## Nutzung
Einige Sorten werden als Zierpflanzen in Parks und Gärten der gemäßigten Breiten verwendet. Bei der Wahl des Standortes sollte man darauf achten, dass sie ihre Blüten nach dem Stand der Sonne und des Äquators wenden. Die Gelbe Taglilie bildet schnell dichte Bestände, die den Boden abdecken. Die welken Laubblätter bilden einen guten Winterschutz.
Die gegarten kleinen, knolligen Abschnitte der Wurzeln schmecken nach Zuckermais und Schwarzwurzel. Blätter und junge oberirdische Pflanzenteile werden, bevor sie faserig sind, roh oder gegart wie Spargel oder Staudensellerie gegessen. Blütenknospen werden roh oder gegart gegessen; sie schmecken ähnlich wie grüne Bohnen und enthalten 43 mg Vitamin C je 100 g, Vitamin A und 3,1 % Proteine. Blüten werden roh oder gegart gegessen. Wenn man die Blüten genau bevor sie welken pflückt, kann man sie als Gewürz verwenden. Die gebrühten und danach getrockneten Blüten, besonders von der Gelbroten Taglilie (Hemerocallis fulva), der Zitronen-Taglilie (Hemerocallis citrina) und der Essbaren Taglilie (Hemerocallis esculenta), sind ein traditionelles Essen in China, Japan und Korea und werden zum Eindicken von Suppen verwendet.
Die medizinischen Wirkungen von Hemerocallis lilioasphodelus wurden untersucht.
Aus den getrockneten Laubblättern wird eine Schnur gedreht und daraus eine Fußbekleidung hergestellt.